# Школьник (велосипед)
Школьник — советский и российский велосипед, выпускавшийся на Горьковском велосипедном заводе производственного объединения «ГАЗ», в основном предназначенный для детей в возрасте до 10-11 лет. Велосипед имел открытую раму, а его задняя втулка имела свободный ход, руль был высокий, с увеличенным выносом; в седло устанавливался жёсткий каркас. Ранние модели для мальчиков выпускались с закрытой рамой. Впоследствии были разработаны «женский» вариант без рамы, а также со складной рамой. Единственная модернизация велосипеда проводилась только в 1979 году и в дальнейшем велосипеды данной модели выпускались без каких-либо изменений до 2002 года. Последние велосипеды, собранные из складских остатков запчастей, вышли с завода в 2004 году.

## Технические характеристики
База велосипеда (расстояние между центрами втулок колёс) — 875 мм. Высота рамы (расстояние между центром каретки и верхней частью подседельной трубы) — 445 мм. Высота от поверхности дороги до центра оси каретки — 225 мм. Диаметр колёс с шинами — 510 мм. Размер шин — 445×30 мм (20″×1,1/4″). Передаточное число (с заводскими звёздами)— 2 : 1. Длина шатунов — 110 мм. Ведущая звезда, число зубьев — 32. Ведомая звезда, число зубьев — 16. Цепь — втулочно — роликовая 12,7×3,4 мм, 82 звена. Втулка задняя — типа ГАЗ с ножным тормозом и свободным ходом. Вес велосипеда — 9,5 кг.